# Том Арден
Том Арден (англ. Tom Arden), справжнє ім'я — Девід Рейн (англ. David Rain; 2 травня 1961 — 15 грудня 2015) — австралійський письменник-фантаст.

## Біографія
Він народився в Австралії, в маленькому містечку Маунт-Гамбір, в сім'ї завзятого комуніста. Закінчив університет міста Аделаїда. За фахом філолог, захистив роботу з «Кларіссе» Семюеля Річардсона. Свій перший роман написав ще у віці 7 років — він називався «Втеча з Місяця» і оповідав про юних першовідкривачів, викрадених злими інопланетянами. Кілька років Арден працював диск-жокеєм на радіо, писав музику в стилі «панк». У 1990 році переїхав в Англію. Кілька років викладав в Університеті Північної Ірландії. Жив в Брайтоні. Як письменник він став відомий після початку фентезійної серії «Орокон», що заслужила похвалу критики і успіх певного кола читачів. Написаний на стику епічної і темної фентезі, цей цикл — яскравий і незвичайний приклад інтелектуальної фантастичної літератури. Критики порівнювали його з роботами Мервіна Піка, Джорджетти Хеєра і Джейн Остін. Уявний світ, схожий з нашим 18 століттям, називали «гротескним» і «схожим на розтягнутий бароковий гобелен».
Наступні роботи Ардена були різноманітні. Спочатку була опублікована готична містерія «Shadow Black», дія якої відбувається в англійській глибинці 50-х років минулого століття. Вона була написана ще до серіалу про Орокон. У 2002 році вийшла повість для серіалу «Доктор Хто». І нарешті останній роман письменника — «The Translation of Bastian Test» — створений на стику фентезі і наукової фантастики. Книга оповідає про секретний експеримент середини 20-х років, в який виявився втягнутий хлопчик-сирота. Цей роман Арден готував цілих 12 років.
Також він написав кілька оповідань, публікованих в журналах (Times Literary Supplement, Interzone, Prism) і інтернеті (на сайтах At The Worlds End і The Alien Online) свої статті та рецензії, пробував себе в драматургії.
Вільний час Том присвячував театру, музиці, коміксам. Любив відвідувати зруйновані замки та прогулюватися по кладовищах. Він помер від раку 15 грудня 2015 року.

### The Orokon
1. The Harlequin's Dance (1997)
2. The King and Queen of Swords (1998)
3. Sultan of the Moon and Stars (1999)
4. Sisterhood of the Blue Storm (2000)
5. Empress of the Endless Dream (2001)

### Інші новели
1. Shadow Black (2002)
2. The Translation of Bastian Test (2005) — science fiction
3. As David Rain: The Heat of the Sun (2012)
4. As David Rain: Volcano Street (2014)

### Інші праці
1. Nightdreamers (оригінальна новела), заснована на телесеріалі Доктор Хто.
2. Короткі історії для британського журналу Interzone: «The Indigenes» (IZ 136), «The Volvax Immersion» (IZ 143).
3. Короткі оповідання були видані у журналі Prism Британського товариства фантастики.